# Agrostophyllum curvilabre
Agrostophyllum curvilabre är en orkidéart som beskrevs av Johannes Jacobus Smith. Agrostophyllum curvilabre ingår i släktet Agrostophyllum och familjen orkidéer. Inga underarter finns listade i Catalogue of Life.